# 6teen
6teen è una serie animata canadese creata da Tom McGillis e Jennifer Pertsch. In Canada va in onda su Teletoon dal 7 novembre 2004, mentre negli Stati Uniti approda il 23 ottobre 2008 su Cartoon Network. In Italia va in onda per la prima volta su RaiSat Smash da gennaio 2009 e in chiaro da febbraio 2010 su Rai Gulp.

## Trama
Questa serie presenta sei adolescenti sedicenni con personaggi distinti. Il luogo in cui si svolgono tutte le trame è il centro commerciale Galleria Mall, dove i sei personaggi principali hanno trovato un lavoro part-time. Le situazioni più imbarazzanti vengono vissute e rinnovate attraverso le loro esperienze lavorative e i momenti dolorosi della loro vita sentimentale. E a volte parte qualche volgarità o qualche pugno.

## Personaggi
- Jen Masterson è un'adolescente responsabile e atletica che fa da "mamma chioccia" al gruppo. Sua madre si risposa con il padre di Jonesy, rendendo i due fratellastri. Doppiata da Patrizia Salerno
- Jonesy Garcia è un adolescente alto e burlone del gruppo impegnato in una relazione con Nikki Wong. Chiama Jennifer Masterson "sorellastra" in quanto suo padre alla fine sposi la madre di Jen. Doppiato da Mattia Ward
- Caitlin Cooke è un'adolescente vivace e viziata con l'amore per lo shopping. Non fa originariamente parte del gruppo, ma è diventata loro amica quando ha iniziato a lavorare per mostrare a suo padre che può guadagnare soldi dopo aver esaurito la sua carta di credito. Doppiata da Monica Ward
- Wyatt Williams è un adolescente musicale con una dipendenza da caffeina. Doppiato da Furio Pergolani
- Jude Lizowski è un adolescente disinvolto con un talento per gli sport estremi, il comportamento e gli scherzi esagerati. Doppiato da Alessio Ward
- Nikki Wong è un'adolescente ribelle punk rocker con uno spirito rapido, sarcastico ed è impegnata in una relazione con Jonesy Garcia. Doppiata da Monica Bertolotti

## Episodi
| Stagione         | Episodi | Prima TV originale | Prima TV Italia |
| ---------------- | ------- | ------------------ | --------------- |
| Prima stagione   | 27      | 2004-2005          | gennaio 2009    |
| Seconda stagione | 27      | 2005-2006          | gennaio 2009    |
| Terza stagione   | 26      | 2007-2008          | gennaio 2009    |
| Quarta stagione  | 13      | 2009-2010          | gennaio 2009    |

Il 12 settembre 2018 viene distribuito l'episodio speciale "Vote, Dude!" a tema Midterm americane (elezioni parlamentari), in programma a novembre dell'anno stesso. L'episodio è inedito in Italia.